# Chris Owens
Pour les articles homonymes, voir Owens.
Christopher Bradley Owens, dit Chris Owens, né le 7 septembre 1961 à Toronto (Canada), est un acteur canadien.

## Biographie
Chris Owens est le fils de Jeannette, une chanteuse de jazz et de Garry Owens, batteur.
Owens a joué dans plusieurs longs métrages, souvent des rôles mineurs, comme dans Cocktail et La Recrue. Toutefois, il reste principalement connu pour ses rôles dans la série télévisée X-Files. Il incarne tout d'abord le personnage, en plus jeune, de l'homme à la cigarette, normalement interprété par William B. Davis, dans l'épisode L'Homme à la cigarette, en 1996. Il reprend un an plus tard le même rôle dans l'épisode Démons. Par la suite, il incarne le « Grand Mutato » dans l'épisode surréaliste Prométhée post-moderne.
Finalement, en 1998, Chris Owens obtient un rôle récurrent dans la série en étant recruté pour incarner l'agent spécial du FBI Jeffrey Spender, fils de l'homme à la cigarette et de Cassandra Spender (une femme fréquemment enlevée par les extraterrestres). Bien que crédité parmi les acteurs récurrents, il n'apparaîtra finalement que dans huit épisodes, à cheval sur les cinquième et sixième saison. Son père, insatisfait de son travail, lui tire dessus, et il est présumé mort jusqu'à son retour, au cours de la neuvième saison, dans les épisodes William et La vérité est ici (le dernier de la série), où il apparaît affreusement défiguré à la suite d'horribles expériences menées sur ordre de son père.
Il est nommé pour de nombreux prix, notamment en 2002 pour The Uncles.

## Filmographie

### Cinéma
- 1987 : La Gagne : Garage Boy
- 1988 : Cocktail : le soldat
- 1996 : Sabotage : Le jeune agent de sécurité
- 1998 : Comportements troublants : l'officier Kramer
- 2000 : The Uncles : John
- 2003 : La Recrue : Art Wallis
- 2003 : The Happy Couple : Dwayne
- 2007 : Agent double : Trunk Cataloguer
- 2008 : L'Incroyable Hulk : un commando
- 2008 : High School Musical 3
- 2009 : Saw VI
- 2009 : Saturday : Chris
- 2010 : Red : le pendu
- 2011 : Dream House : Tom Barrion

### Télévision
- 1985 : Brigade de nuit (saison 1 épisode 8) : Mel Braddock
- 1995 : TekWar (série télévisée, saison 1 épisode 8) : Roy Henry
- 1996 : Kung Fu, la légende continue (série télévisée, saison 4 épisode 6) : Tremaine
- 1996 : Psi Factor, chroniques du paranormal (série télévisée, saison 1 épisode 3) : l'adjoint Carl Hall
- 1997 : Millennium (série télévisée, saison 2 épisode 4) : l'adjoint Bill Sherman
- 1998 : Stargate SG-1 (série télévisée, saison 2 épisode 9) : Armin Selig
- 1996-2002 : X-Files (série télévisée, 13 épisodes) : l'homme à la cigarette jeune / le grand Mutato / Jeffrey Spender
- 2000 : Python (téléfilm) : Brian Cooper
- 2001 : Un été en Louisiane (téléfilm) : Lonnie Parker
- 2001 : Lexx (série télévisée, saison 4 épisode 2) : Biff
- 2002 : Mutant X (série télévisée, saison 1 épisode 16) : Delay
- 2005 : Mayday : Alerte maximum (série télévisée, saison 3 épisode 5) : Scott Lustig
- 2007 : Dresden, enquêtes parallèles (série télévisée, saison 1 épisode 9) : Ronald Jones
- 2008 : Un cœur d'athlète (téléfilm) : Dave Stubbs
- 2011 : Médecins de combat (série télévisée, saison 1 épisode 9) : le sergent major Gaestner
- 2013 : Lost Girl (série télévisée, saison 4 épisode 4) : Lieutenant
- 2015 : The Strain (série télévisée, saison 2 épisode 5)
- 2016 : 11.22.63 (mini-série)
- 2018 : X-Files (série télévisée, saison 11 épisode 1) : Jeffrey Spender
- 2018 : Believe Me : Enlevée par un tueur (Believe Me: The Abduction of Lisa McVey) de Jim Donovan : l'inspecteur Wolf